# Rébétiko
 (juin 2023).
Le rébétiko (grec moderne : ρεμπέτικο) est un genre musical populaire apparu en Grèce, et directement associé à la chanson et à la danse. Il émerge dans les années 1920, parallèlement à l'arrivée en Grèce continentale de vagues migratoires, principalement hellénophones, expulsées d'Asie mineure (l'épisode de la Grande catastrophe).  Dans son acception contemporaine, le terme englobe en réalité une multitude de sous-genres, des chansons de Constantinople et de Smyrne du début du XXe siècle (le smyrnéiko) aux chansons du « laïkó » des années 1950, en passant par ce qui constitue son cœur et son âge d'or : le piréotiko, à savoir le « style du Pirée ». 
Expression d'un milieu éminemment populaire, souvent amateur à ses débuts, le rébétiko emprunte largement à l'héritage musical de l'Asie mineure (lui-même issu des traditions musicales ottomanes et byzantines) mais aussi des îles grecques et du continent. Il a connu un développement foisonnant durant l'entre-deux guerres, notamment autour de la figure de Márkos Vamvakáris et de son instrument de prédilection, le bouzouki. 
En 2017, le rébétiko a été ajouté aux listes du patrimoine culturel immatériel de l'UNESCO.

## Apparition du terme

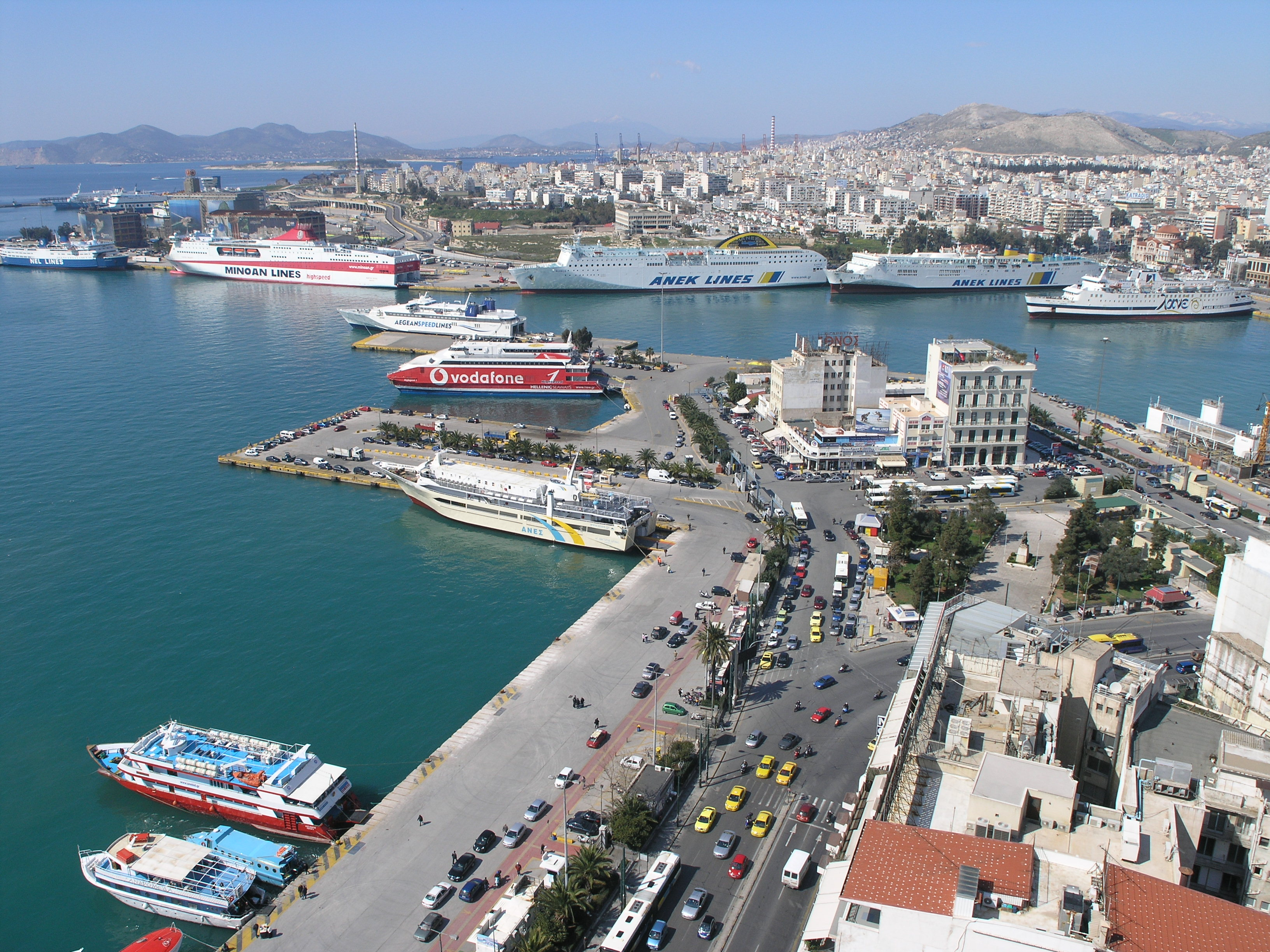
Place Karaïskakis au Pirée ; cet ancien marché de légumes, incendié à la fin des années 1930, fut l'un des hauts-lieux du rébétiko.

Le terme rébétiko, d'origine incertaine, apparaît pour la première fois sur des étiquettes de disques de 78 tours dans les années 1910 à Istanbul, avant d'être repris dans les années 1930, toujours essentiellement par l'industrie discographique ,. Il ne sera généralisé qu'à partir des années 1960, au moment où le genre s'éteint. Loin de qualifier uniquement les musiciens et chanteurs de musique populaire, le mot rébètis (grec : ο ρεμπέτης ; on trouve parfois le terme francisé en « rébète ») — pl. rébètès, fém. rébètissa, rébètissès — était, jusque-là, utilisé par les principaux intéressés comme un synonyme de « mangas » (grec: μάγκας — prononciation: ˈmannɡas) : un « rébètis », c'était un homme dur mais droit, qui n’obéissait qu’à son propre code l’honneur. Ces figures de bandits au grand cœur peuplent l'essentiel des chansons de rébétiko, qui traitent avant tout de débrouille, de consommation de haschich, de galère quotidienne et de déboires sentimentaux.

## Contexte de développement
Sociologiquement parlant, l'apparition et le développement du rébétiko dans les faubourgs du Pirée, le port d'Athènes alors en plein essor, est la conséquence de la rencontre, dans les années 1920, entre les réfugiés hellénophones d'Asie Mineure et les migrants grecs de l'intérieur, venus des îles et des campagnes grecques pour chercher une vie meilleure à la capitale. Les coutumes orientales des uns et la pauvreté des autres ont vite fait de ranger ces deux populations dans les marges de la société athénienne, à une époque où les élites du pays, engagées dans un processus de modernisation, lorgnaient l'Occident avec envie. Faisant l'apologie du mode de vie des « manguès », dans lequel la malice et le contournement des règles sont érigés en vertu, les premières chansons de rébétiko, marquées par les thématiques liées au haschich (dont la consommation était quotidienne dans les fumeries clandestines du Pirée, les tékés) choquent autant la « bonne société » qu'elles trouvent un écho grandissant dans les couches populaires. L'industrie du disque s'empare du phénomène dès 1933, et les enregistrements de morceaux de rébétiko s'enchaînent, en faisant l'un des genres les plus en vue de l'entre-deux guerres.

## Histoire
Elias Petropoulos, l'un des chercheurs les plus prolixes sur le rébétiko, a défini trois périodes dans l'histoire du genre, auxquelles s'ajoute l'exportation du style aux États-Unis par les migrants grecs.

### 1922 - 1932: prévalence d'éléments de la musique de Smyrne
L'année 1922 voit la fin de la guerre gréco-turque ; cette même année est marquée par l’échange des populations prévu par le traité de Lausanne, événement connu chez les Grecs sous le nom de « Grande Catastrophe ». Plus d'un million de micrasiates s'installent dans les grandes villes de Grèce, apportant avec eux leurs traditions musicales, et notamment ce que l'on appellera le « style de Smyrne » (smyrnéiko), même si la contribution des musiciens réfugiés de Constantinople est tout aussi importante. Le style de ce proto-rébétiko se distingue par une grande diversité d'instrumentation (oud, violon, santouri ou kanonaki, etc.), la virtuosité de ses musiciens et des voix plus haut perchées, spécialisées dans les chants mélismatiques, les « amanés ». Les figures les plus représentatives de cette période sont les chanteuses Róza Eskenázy, Ríta Abatzí, ainsi que les compositeurs Stelios Perpiniadis, Kostas Skarvèlis ou Panayótis Toúndas... 

### 1932 - 1942: la période classique, le style du Pirée
Alors qu'en 1932 circulent en Grèce les premiers enregistrements de Markos Vamvakaris, le style du Pirée devient de plus en plus influent. Il est caractérisé par l'utilisation quasi exclusive du bouzouki, du baglama et de la guitare ; les morceaux sont souvent exécutés par des musiciens non professionnels, à la technique plus rudimentaire, avec des voix plus graves. 
En 1936, le dictateur Ioánnis Metaxás prend le pouvoir et met en place un organe de censure préventive, destiné à « purifier » la culture grecque de ses scories « orientalisantes »,. La Station Radiophonique Étatique d’Athènes exclut le rébétiko de ses programme jusqu'en 1952. Les compagnies discographiques, contraintes de s’adapter aux nouvelles règles, incitent les paroliers à éliminer de leurs textes toute référence aux drogues et aux tékés, tandis que les éléments jugés trop « orientaux » disparaissent peu à peu des enregistrements. Quant aux manguès, ils sont de plus en plus victimes de persécutions, et les tèkès où ils se retrouvaient pour fumer le narguilé et jouer du rébétiko entre pairs sont définitivement fermés. Certains musiciens doivent quitter l'Attique et sont exilés dans les îles, en Épire, à Pylos. Malgré la censure discographique, les chansons sulfureuses restent toutefois bien présentes dans le répertoire, et ce jusqu’à l’invasion de la Grèce par les Allemands en 1941 : avec l’Occupation, tous les enregistrements cessent.

### 1945-1952: plus large diffusion
L'image et le statut national du rébétiko commence à être révisé à partir de la fin des années 1940, lorsque des personnalités de l'élite culturelle grecque, comme Manos Hajidakis, défendent publiquement sa légitimité et son apport inestimable à la culture grecque contemporaine – suscitant diverses polémiques, par articles de journaux interposés. Genre populaire par excellence dès les années 1930 (mais avec un écho limité au prolétariat des villes et aux classes moyennes), le rébétiko transcendera de lui-même ce conflit idéologique en devenant un genre majeur dans les années 1950, lorsque des compositeurs comme Vassílis Tsitsánis, Yorgos Mitsakis ou Manolis Hiotis l'introduiront pour de bon dans les tavernes cossues du centre d'Athènes. De nouvelles chanteuses se font connaître, comme Sotiría Béllou et Maríka Nínou. 
Progressivement, le rébétiko se fait donc « laïko », à mesure qu'il est domestiqué, aussi bien d'un point de vue musical (simplification des modes et des gammes orientales) que textuel (abandon des thématiques « sulfureuses », l'accent étant désormais mis sur la nostalgie et les peines de cœur). Le bouzouki, instrument emblématique du rébétiko, et lontemps décrié pour cette raison, est alors largement adopté par les célèbres compositeurs grecs que sont Míkis Theodorákis et Mános Hadjidákis. Un certain nombre de bouzoukistes adopte le bouzouki à 4 cordes, voire l'électrifie, pour s'autoriser un style plus virtuose et tape-à-l'oeil (le grand instrumentiste Manólis Hiótis est la figure centrale de ce courant), au prix cependant d'un changement souvent radical de l'esthétique musicale.
On considère que le genre s'éteint à la fin des années 1960, quand la plupart des compositeurs de son âge d'or cessent de composer. À compter des années 1970, les musiciens de rébétiko se contenteront de reprendre le répertoire existant (plusieurs milliers de compositions).

### Le rébétiko aux États-Unis
Dès la fin du XIXe siècle — mais le mouvement s'intensifiera dans les années 1920, après la « catastrophe d’Asie Mineure » de 1922 — un grand nombre de Grecs émigre aux États-Unis, apportant les traditions musicales de Grèce continentale et d'Asie Mineure. Un certain nombre de musiciens et de chanteurs se fait connaître des studios et des maisons de disques, si bien que, dès la fin des années 1910, des titres de rébétiko, genre alors émergeant en Grèce, sont enregistrés à New York et Chicago (une décennie, donc, avant les premiers enregistrements effectués sur le sol grec). Tout laisse néanmoins à penser que ces titres étaient des « importations », et que les véritables créateurs, pour peu qu'ils soient connus, se trouvaient en Grèce.
On produira des disques de musique grecque aux États-Unis jusqu’à la Seconde Guerre mondiale. On note du reste que la renommée de certains de ces enregistrements américains a traversé les âges : en 1962, le guitariste de surf rock Dick Dale reprend à la guitare électrique la chanson Misirlou, dont l'original date de 1927. Le titre sera rendu encore plus célèbre quand il illustrera le générique du film Pulp Fiction de Quentin Tarantino.

## Caractéristiques

### Culture
Le rébétiko est étroitement lié à la vie nocturne des ouzeri, taverna (taverne grecque) et autres lieux fréquentés par les noctambules. Il est aussi parfois lié à l'icône des mangas (Grèce) (en) , terme signifiant « gars fort ayant besoin de correction »), un groupe social de la contre-culture de la Grèce durant la période de la Belle Époque (surtout dans les grands centres urbains, comme Athènes, Le Pirée et Thessalonique). Le terme Mangas était une étiquette pour les hommes de la classe ouvrière se comportant de manière particulièrement arrogante, et revêtant un costume très typique composé d'un chapeau en laine (kavouraki, καβουράκι), d'une veste (dont ils n'enfilaient généralement qu'une des manches), d'une ceinture utilisée comme ranger un couteau, d'un pantalon à rayures et de chaussures pointues. Autres caractéristiques de leur apparence, une longue moustache, un chapelet de perles (κομπολόι, komboloï), et une démarche particulière, molle et maniérée (κουτσό βάδισμα). On connaît aussi un groupe social apparenté, les Koutsavakides (κουτσαβάκηδες), les deux termes (mangas et koutsavakides) étant parfois utilisés l'un pour l'autre.

### Instruments de musique
Les instruments principaux du rébétiko sont le bouzouki à trois cordes (trichordo), le baglama (et d’autres instruments assimilés comme le tzouras) et la guitare. Sont aussi utilisés dans les rebétika, le violon, le santouri, le kanonaki, l'outi, l’accordéon, ainsi que d’autres instruments. Cependant, les percussions sont peu présentes, même si, selon les genres, on utilise les zilia (semblables aux castagnettes), le defi, le toumbeleki. Sur les anciens enregistrements, on reconnaît parfois le son du verre produit par l'entrechoquement entre un komboloï et un verre, ou par celui de deux verres ; quelques mangas (μάγκες) avaient pour habitude d’accompagner les musiciens de cette façon.

### Thèmes
Comme plusieurs autres formes musicales de sous-culture urbaine comme le blues, le flamenco, le fado, le bal musette et le tango, le rebetiko est né de circonstances urbaines particulières, et ses paroles reflètent souvent les réalités les plus dures du mode de vie d'une sous-culture marginalisée. On y trouve ainsi des thèmes tels que le crime, l'alcool, la drogue, la pauvreté, la prostitution et la violence, mais aussi une multitude de thèmes qui parlent aux Grecs de toute couche sociale : la mort, l'érotisme, l'exil, l'exotisme, la maladie, l'amour, le mariage, l'entremetteuse, la figure maternelle, la guerre, le travail, et divers autres sujets quotidiens, heureux ou tristes.
Comme le relève Elias Petropoulos, « La matrice du rebetika est la prison et le repaire de hash. C'est là que les premiers rebètes ont créé leurs chansons. Ils chantaient d'une voix calme, rauque, sans forcer, à tour de rôle, chaque chanteur ajoutant un couplet qui n'avait souvent aucun rapport avec le précédent, et une chanson durait souvent des heures. Il n'y avait pas de refrain, et la mélodie était simple et facile. Un rebetis accompagnait le chanteur avec un bouzouki ou un baglamas (une version plus petite du bouzouki, aisément transportable, facile à fabriquer en prison et à cacher de la police), et peut-être qu'un autre, ému par la musique, se levait et dansait. Les premières chansons de rebetika, en particulier les chansons d'amour, étaient basées sur des chansons populaires grecques et sur les chansons des Grecs de Smyrne et de Constantinople. »
La thématique des rebétika tragoúdia (« chansons rébétika ») est liée, surtout dans les plus anciens enregistrements, au monde des bas-fonds: consommation de drogue, principalement le hachich, à la prison, la prostitution, le déracinement, la maladie (notamment la tuberculose), à la satire politique, jeu, amour malheureux, d'une manière générale aux thèmes anti-policiers et anti-bourgeois. À partir de 1937 et de la mise en place de la censure, on trouve de plus en plus de chansons d’amour, ou des thèmes sociaux, mais avec un vocabulaire moins cru et moins direct, plus évasif.
Voici quelques exemples de chansons liées à ces thèmes :
- Hashich : Soura kai mastoura
- Tuberculose : Mana mou dioxe tous yatrous
- Politique : O Markos ypourgos
- Prison : Yedi Koule, Sto Medresé ston plátano
- Satire de la bourgeoisie : Osi echoune polla lefta
- Jeu : To flitzani tou Yanni

### Modes et rythmes
La musique obéit généralement au système modal oriental, adapté le plus souvent au tempérament occidental (sans quarts de ton). Les différents modes sont appelés drómi (« routes »).

Les danses associées au rébétiko sont principalement le zeïbèkiko, le hassapiko, mais aussi le tsifteteli et le karsilamas (en).

« Pour moi, c'est d'abord cela, le rébétiko : une atmosphère autant qu'un chant, des visages silencieux et marqués autant que des danses ou des cris, des odeurs mêlées de vin résiné, d'ouzo, de sciure fraîche sous les tables, de mégots refroidis »

— L'Été grec (1976), Jacques Lacarrière

## Liste (non exhaustive) des plus grands noms du style
Les musiciens étant souvent aussi compositeurs, auteurs, et inversement, le classement est surtout indicatif de leur activité la plus représentative.

### Chanteurs
- Kostas Roukounas (en)
- Georgia Mittaki
- Róza Eskenázy (Ρόζα Εσκενάζυ)
- Ríta Abatzí (Ρίτα Αμπατζή)

- Sotiría Béllou (Σωτηρία Μπέλλου)
- Anna Chrysafi (Άννα Χρυσάφη)
- Maríka Nínou (Μαρίκα Νίνου)

- Vaggelis Sofroniou
- Andonis Dalgas
- Stélios Perpiniádis ou Stellákis (Στέλιος Περπινιάδης)
- Stratos Pagioumtzis (en) (Στράτος Παγιουμτζής)
- Amalia Vaka (Αμαλία Βάκα)
- Rita Abatzi (Ρίτα Αμπατζή)
- Stella Haskil (Στέλλα Χασκίλ)
- Marika Papagika (Μαρίκα Παπαγκίκα)

### Instrumentistes
- Dimítrios Sémsis «Salonikiós/Le Salonicien» (Δημήτριος Σέμσης ο Σαλονικιός): violon
- Lambros Leondaridis: lyra
- Lambros Savvaïdis (Λάμπρος Σαββαΐδης): kanonaki
- Agápios Tomboúlis (Αγάπιος Τομπούλης): outi
- Manolis Hiotis (Μανώλης Χιώτης): bouzouki

### Compositeurs, auteurs
- Yiánnis Papaioánnou (Γιάννης Παπαϊωάννου)
- Spýros Peristéris (Σπύρος Περιστέρης)
- Panayótis Toúndas (Παναγιώτης Τούντας)

### Divers
- Yórgos Bátis (Γιώργος Μπάτης)
- Apostolos Ηatzichristos (el) (Απόστολος Χατζηχρήστος)
- Loukas Daralas (Λουκάς Νταράλας)
- Michalis Genitsaris (en) (Μιχάλης Γενίτσαρης)
- Dimitris Gogos (el) (Δημήτρης Γκόγκος (Μπαγιαντέρας))
- Vangelis Papazoglou (el) (Βαγγέλης Παπάζογλου)
- Christos Syrpos (el) (Χρήστος Σύρπος (Χρηστάκης))
- Giovan Tsaous (Γιοβάν Τσαούς)
- Prodromos Tsaousakis (Πρόδρομος Τσαουσάκης)
- Vassílis Tsitsánis (Βασίλης Τσιτσάνης)
- Markos Vamvakaris (Μάρκος Βαμβακάρης)
- Antonios Katinaris (Αντώνιος Κατινάρης)

### Filmographie
- Costas Ferris, Rebétiko, 1983, avec une musique de Stavros Xarchakos
- Tony Gatlif, Djam, 2017

#### Anthologie
- La Grèce de l'ombre. Anthologie des chants Rebetika, trad. par Jacques Lacarrière et Michel Volkovitch, vol. 1, Éditions le Miel des anges  (ISBN 979-1-093-10302-0).
- La Grèce de l'ombre. Anthologie des chants Rebetika, trad. par Michel Volkovitch, vol. 2, Éditions le Miel des anges  (ISBN 979-1-093-10321-1)

#### Roman graphique
- David Prudhomme, Rébétiko (La mauvaise herbe), Futuropolis, 2009, 104 p.  (ISBN 978-2-754-80191-1)
- Basma Zerouali, « Le creuset des arts et des plaisirs » dans Marie-Carmen Smyrnelis (dir.), Smyrne, la ville oubliée? Mémoires d'un grand port ottoman, 1830 - 1930, Paris, Éditions Autrement, coll. « Collection mémoires » (no 121), 2006, 252 p. (ISBN 978-2-7467-0801-3)